# Versalles
Versalles é um bairro da cidade argentina de Buenos Aires.
A área do bairro, inicialmente, era propriedade de Don Pedro Fernández de Castro, e era conhecida com o nome de Monte Castro. No fim do século XVIII, uma parte desses terrenos passou a formar parte do patrimônio de Don Juan Pedro de Córdoba, e  depois de sua morte, passaram às mãos da sua filha Mercedes, que foi a responsável por subdividir o terreno em lotes. Durante o século XIX a área foi comprada por Manuel de Sarratea e depois vendida a Justa Visillac de Rodríguez. Depois da morte desta, um dos seus filhos, Luis José Rodríguez, comprou a parte dos seus irmão e ficou como único proprietário dos terrenos. Em 1911, a Ferrocarril del Oeste estende sua rota de Villa Luro até esta área, e a companhia Tierras del Oeste adquire os terrenos limítrofes à Av. Gral. Paz, para subdividi-los, pois não tinham nome. Nesse momento, o médico da companhia, Dr. José Guerrico, volta de Paris e, lembrando do Palácio de Versalhes, sugere o nome do palácio para a nova área.

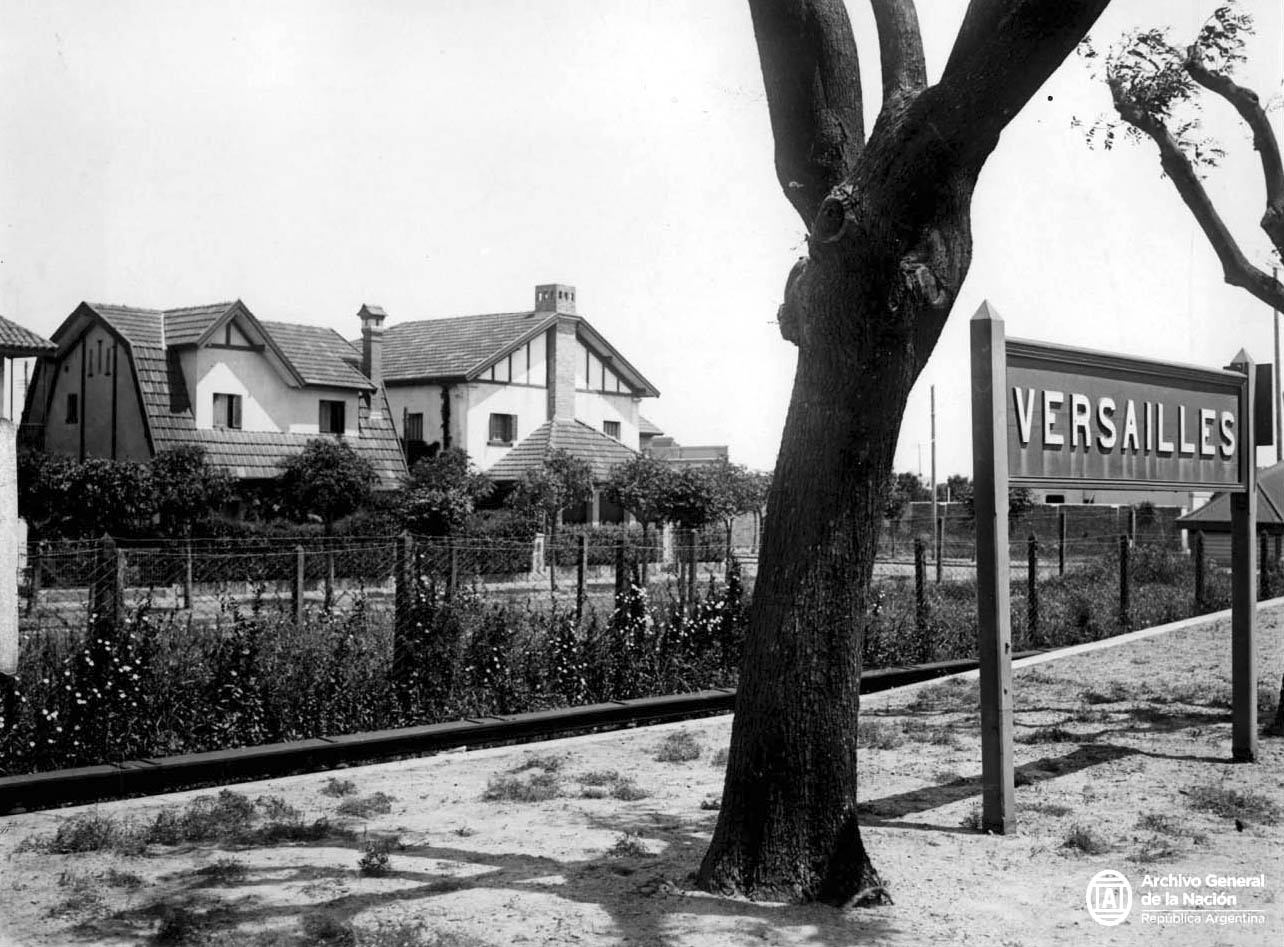
Estación Versailles do Ferrocarril del Oeste.

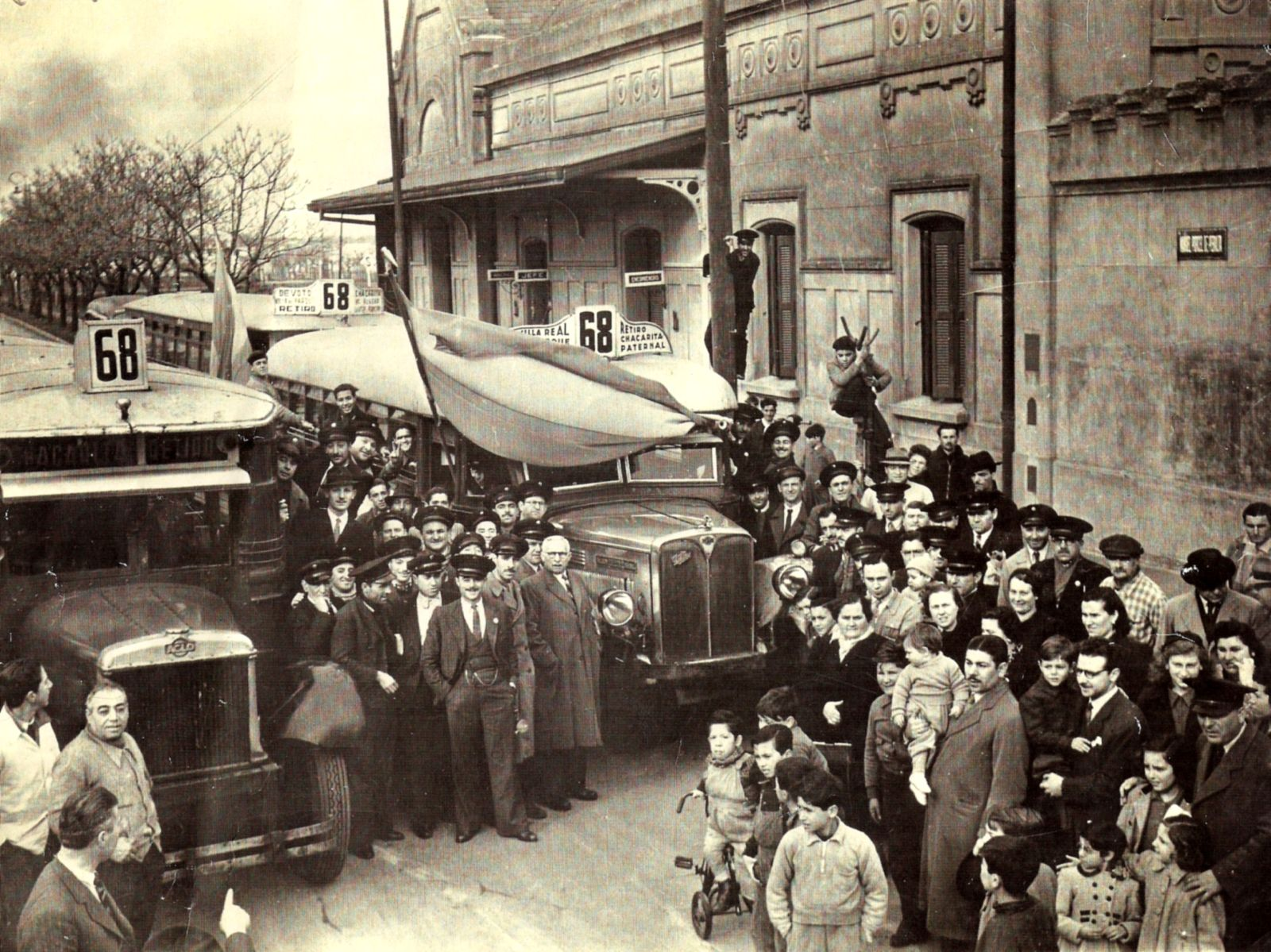
Inauguração do ramal Villa Luro - Versailles do Ferrocarril del Oeste, em 16 de dezembro de 1911.